# Counties i Californien
Counties i Californien er en liste over counties (~amter) i den amerikanske delstat Californien. Californien er delt ind i 58 counties, der er ansvarlige for lokale tjenester og politi indenfor deres grænser. De første counties blev oprettet i 1850. Der blev på det tidspunkt oprettet 18 counties. Ni counties mere blev oprettet senere samme år.
| - Alameda County - Alpine County - Amador County - Butte County - Calaveras County - Colusa County - Contra Costa County - Del Norte County - El Dorado County - Fresno County - Glenn County - Humboldt County - Imperial County - Inyo County - Kern County | - Kings County - Lake County - Lassen County - Los Angeles County - Madera County - Marin County - Mariposa County - Mendocino County - Merced County - Modoc County - Mono County - Monterey County - Napa County - Nevada County - Orange County | - Placer County - Plumas County - Riverside County - Sacramento County - San Benito County - San Bernardino County - San Diego County - San Francisco County - San Joaquin County - San Luis Obispo County - San Mateo County - Santa Barbara County - Santa Clara County - Santa Cruz County - Shasta County | - Sierra County - Siskiyou County - Solano County - Sonoma County - Stanislaus County - Sutter County - Tehama County - Trinity County - Tulare County - Tuolumne County - Ventura County - Yolo County - Yuba County |  |